# Cadillac Lyriq
Cadillac Lyriq — среднеразмерный электромобиль-кроссовер, производимый компанией Cadillac с мая 2022 года. Является первым электромобилем компании Cadillac и первым серийным автомобилем General Motors на платформе BEV3 с полуавтономной системой вождения GM Super Cruise.

## История
В 2019 году на Североамериканском международном автосалоне генеральный директор General Motors Мэри Барра рассказала несколько подробностей о предстоящей серии электромобилей. Первоначально презентация автомобиля планировалась на рынке США 2 апреля 2020 года, однако в связи с пандемией COVID-19 выпуск был перенесён на 6 августа. Производство было отложено до начала 2022 года.
Дебют автомобиля состоялся 21 апреля 2021 года на автосалоне в Шанхае. Аккумуляторы Yantai и Spring Hill поставляются компанией LG Chem. По словам компании, автомобиль создан «с нуля».
Продажи автомобиля начались в июле 2022 года. К 2022 году было выпущено 122 экземпляра.

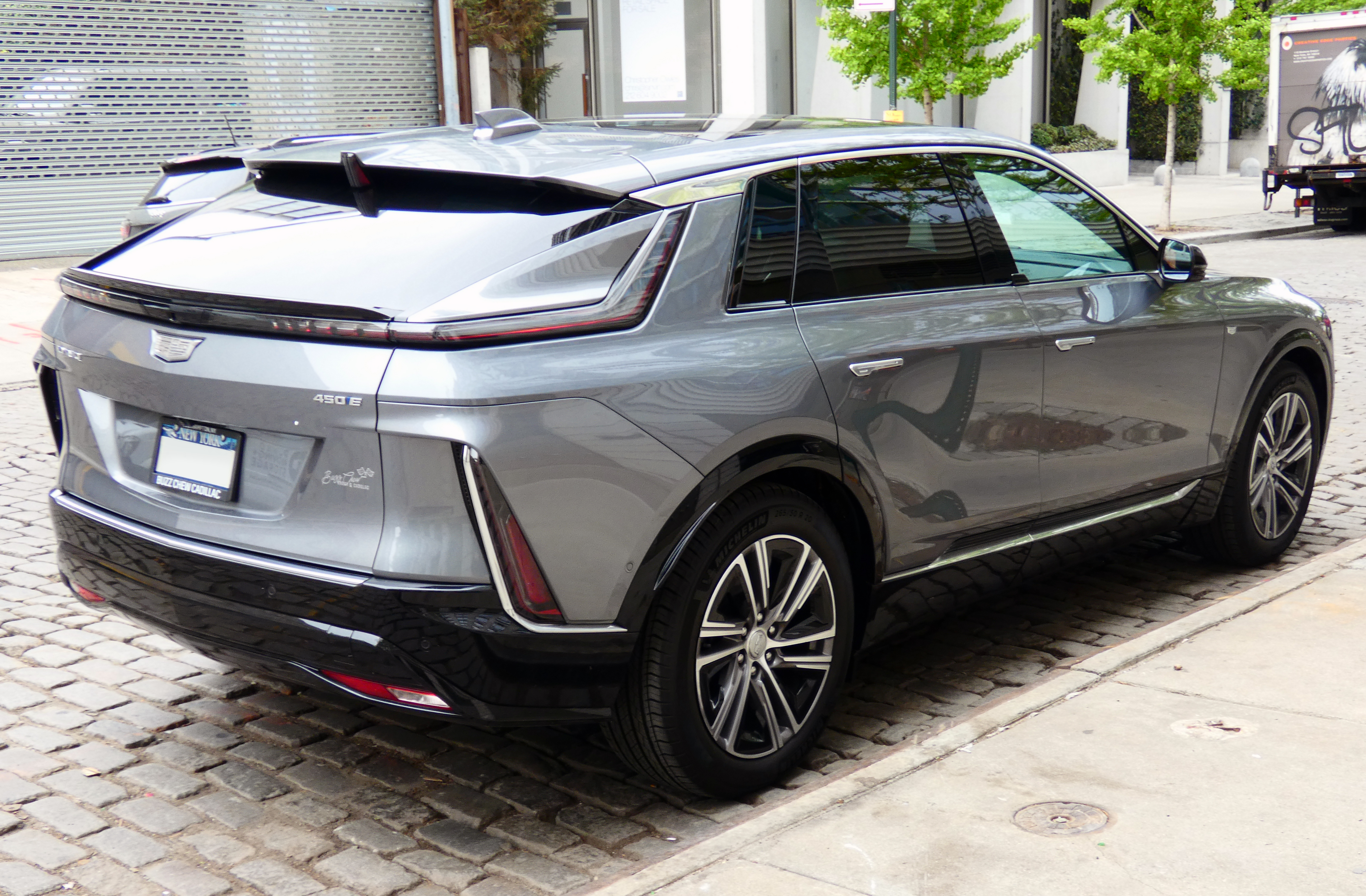
Вид сзади
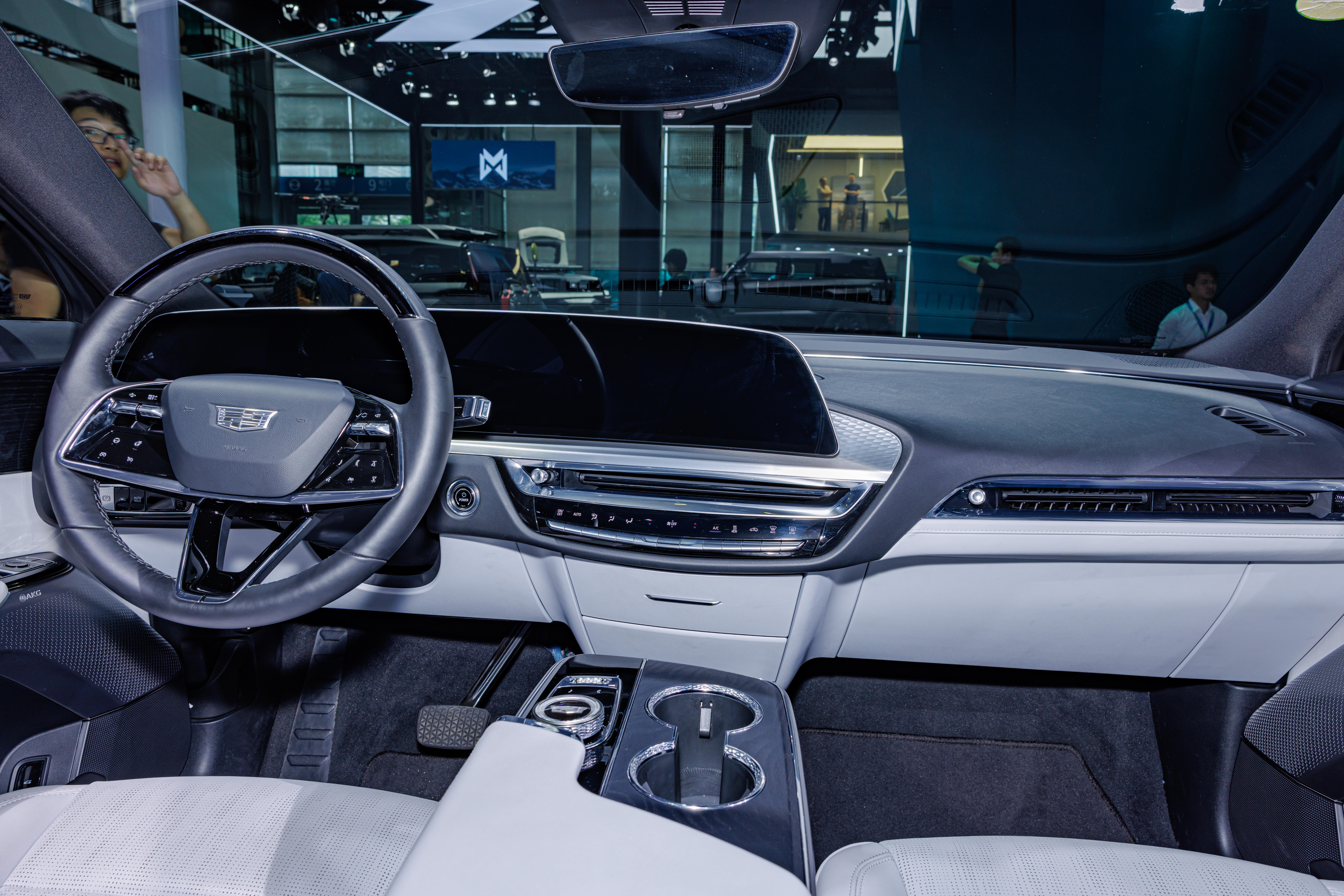
Интерьер

## Технические характеристики
На момент дебюта Cadillac Lyric поставлялся с одним электродвигателем мощностью 340 л. с. и крутящим моментом 441 Н⋅м с приводом на заднюю ось. С 2023 года автомобиль поставляется с полным приводом и двумя электродвигателями суммарной мощностью 500 л. с. и крутящим моментом 610 Н⋅м. Ёмкость аккумулятора составляет 100 кВт⋅ч, а запас хода 480 км.